# Syllepte tetrathyralis
Syllepte tetrathyralis là một loài bướm đêm trong họ Crambidae.